# Kalimash-Tunnel
Der 5650 Meter lange Kalimash-Tunnel im Nordosten Albaniens ist der erste längere Straßentunnel des Landes. Als Teil der albanischen Autobahn 1 verbindet er die Städte Rrëshen und Kukës und unterquert die Maja e Runjës (1856 m ü. A.) auf der Grenze zwischen den Gemeinden Mirdita und Kukës. Das südliche Portal liegt beim Dorf Thirra im oberen Tal des Fan i Vogël auf rund 900 m ü. A. Das Nordportal liegt in den Bergen südlich des Dorfes Kalimash auf rund 800 m ü. A.
Der Tunnel wurde im Rahmen des Teilstückes Rrëshen–Kalimash der A1 vom US-amerikanisch/türkischen Joint Venture Bechtel & Enka (BEJV) geplant und gebaut.

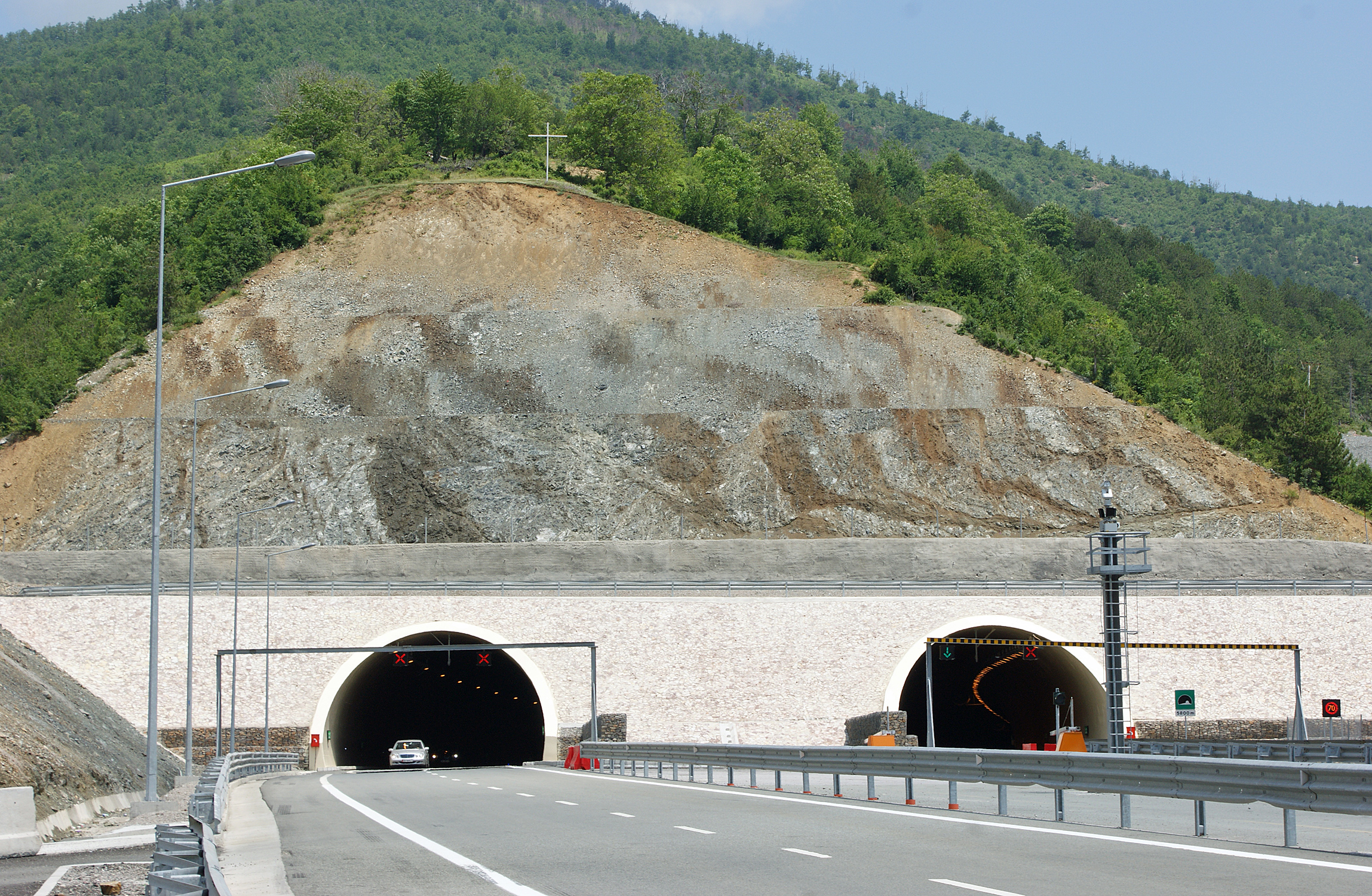
Südportal

Bereits im Juni 2009 wurde der Tunnel feierlich vom albanischen Ministerpräsidenten Sali Berisha und seinem kosovarischen Amtskollegen Hashim Thaçi mit einer Röhre eröffnet und dem Verkehr übergeben. Allerdings musste er dann bald wieder für Unterhalts- und Abschlussarbeiten geschlossen werden. Erst im Oktober 2010 konnte dann auch die zweite Röhre dem Verkehr übergeben werden.
Ende März 2018 wurde begonnen, unweit der nördlichen Tunnelausfahrt eine Maut zu erheben. Gegen die Maut gab es Bürgerproteste, bei denen fünf Polizeibeamte und 12 Demonstranten verletzt wurden. Die Mautstelle wurde in Brand gesteckt. In der Folge wurde die Gebührenerhebung wieder ausgesetzt. Seit Mitte September muss wieder Maut bezahlt werden. Die Gebühr pro Durchfahrt beträgt € 5 für einen PKW und bis zu € 22 für Schwerverkehr; Bewohner der Region können den Tunnel zu einem vergünstigten Tarif von 100 Lek passieren.
Bis zur Eröffnung des Llogara-Tunnel (5992 m) im Sommer 2024 war der Kalimash-Tunnel der längste Albaniens. 